# Klaus Schamberger
Klaus Schamberger (* 14. März 1942 in Nürnberg) ist ein fränkischer Journalist, Schriftsteller und Humorist.

## Leben und Wirken
Fast 30 Jahre schrieb Schamberger zahlreiche Glossen für die 2012 eingestellte Nürnberger Abendzeitung, wo er lange hauptberuflich als Journalist (langjährig als Redaktionsleiter) tätig war, und für das Studio Franken des Bayerischen Rundfunks. In der Sendung Mittags in Franken bzw. Die Abendschau Franken präsentierte er am Freitag das Gschmarri zum Wochenende. Außerdem arbeitete er als Sportjournalist. Seit 2014 schreibt Schamberger Kolumnen für die Nürnberger Zeitung.
Schamberger verdankt seine nicht nur regionale Popularität der authentisch-unterhaltsamen Wiedergabe fränkisch-pessimistischer Skepsis, Weltanschauung und Sprachträgheit, der er auch zu einer anschaulichen Rechtschreibung verhalf. Als Beispiel dienen kann seine nur fünfsilbige Beschreibung der häufig überraschend scheiternden Bemühungen des Deutschen Fußball-Vize-Rekordmeisters 1. FC Nürnberg um Wiedererringung alter Fußball-Herrlichkeit: „Der Glubb is a Debb!“ (dt.: Der Club – gemeint ist der 1. FCN – ist ein Idiot).
Schamberger wohnt in Wendelstein (Mittelfranken). Er tritt u. a. mit der Bulzermärtel Band auf, wobei er aus seinen Werken liest.

## Werke

### CDs/LPs/MCs
- 1977: I mechd ned wissn ..... Drei Nürnberger Dichter lesen aus eigenen Werken: Klaus Schamberger, Günter Stössel und Fitzgerald Kusz. Stuttgart: Intercord, 1980, 1 Schallplatte: 33/min, stereo, aufgenommen 1977
- 1989: Obacht: Fränkisch. Teil 1
- 1993: Obacht: Fränkisch. Teil 2
- 1997: Obacht: Fränkisch. Teil 3
- 2001: Obacht: Fränkisch. Teil 4
- 2004: Obacht: Fränkisch. Teil 5
- 2007: Obacht: Fränkisch. Teil 6
- 2009: Obacht: Fränkisch. Teil 7
- 2011: Obacht: Fränkisch. Teil 8: …der Kittl brennt
- 2014: Obacht: Fränkisch.Teil 9: Früher war alles früher

### Bücher
- Ich bitte um Milde. Sigena, Wendelstein 1985, ISBN 3-9802391-7-9
- Kehrichteimer & Co.: lauter Nürnberger Gedichte. Hugendubel, München 1992, ISBN 3-88034-638-0
- Mein Nürnberg-Buch. ars vivendi, Cadolzburg 1997, ISBN 3-931043-41-X
- Der Kleinlein erinnert sich. ars vivendi, Cadolzburg 2000, ISBN 3-89716-209-1
- Mein Franken-Buch – Geschichten und Gedichte. ars vivendi verlag, Cadolzburg 2016, ISBN 978-3-86913-642-4
- Ich bitte um Milde. 60 neue Gerichtsglossen. ars vivendi verlag, Cadolzburg 2017, ISBN 978-3-86913-769-8
- Umg'schaut. Ausgewählte Kolumnen aus der Nürnberger Zeitung. ars vivendi verlag, Cadolzburg 2021, ISBN 978-3-7472-0310-1

## Auszeichnungen (Auswahl)
- 1992: Frankenwürfel
- 2000: Elisabeth-Engelhardt-Literaturpreis
- 2013: Bürgermedaille der Stadt Nürnberg
- 2023: Bayerischer Verdienstorden[2]
- 2025: Dialektpreis Bayern[3]